# Lluís Ignasi de Borja
Lluís Ignasi de Borja i Fernández de Córdoba-Figueroa (Gandia, 28 de juliol de 1673 - El Pardo, (Madrid), 30 de gener de 1740) va ser un noble valencià que va ostentar el títol de XI duc de Gandia.
Va ser el segon fill de Pasqual de Borja-Centelles, X duc de Gandia, i Joana Fernández de Córdoba. La mort prematura de son germà en l'any 1678 el va convertir en l'hereu de la família. A més del títol de la capital de la Safor, va ser comte d'Oliva, de Centelles i de Nules, marquès de Llombai, cavaller de Montesa i comanador de Culla i Atzeneta. Va sumar altres títols forans al Regne de València: comte de Maialde, de Ficalho i de Quirra, i príncep d'Esquilache. Va formar part de la cort de Carles II, Felip V i Lluís I.
En l'any 1694 es va casar amb Rosalea de Benavides i Aragón, filla del comte de Santiesteban del Puerto. El matrimoni no va tindre descendència, per la qual cosa el ducat passaria a la sa germana Maria Anna de Borja. Serien els darrers borgians originaris a representar el títol gandià, que es transmetrà a la família Pimentel.